# Sékou Koïta
Sékou Koïta (Kita, 1999. november 28. –) mali válogatott labdarúgó, a CSZKA Moszkva játékosa.

## Pályafutása

### Klubcsapatokban
Szülővárosának csapatában, az alacsonyabb osztályú USC Kitában kezdte meg a pályafutását. A csapattal a 2014–2015-ös szezon végén feljutott az élvonalba. 
2018-ban lett az osztrák másodosztályban szereplő, a Red Bull Salzburg tartalékcsapataként funkcionáló Liefering játékosa. Az Erste ligában 15 bajnokin kétszer volt eredményes. 
A Salzburg, amellyel egy évvel korábban 2020 nyaráig szóló szerződést írt alá, 2019 telén kölcsönadta a Wolfsberger AC együttesének. A 2019–2020-as szezon végén már a Salzburg játékosaként nyert bajnoki címet és osztrák kupát.
2021. február 18-án az Európai Labdarúgó-szövetség doppingvétség miatt három hónapos eltiltásban részesítette Mohamed Camarával, miután visszatértek a válogatottól. A 2023–24-es szezon végén szerződése lejártát követően elhagyta a klubot.
2024. július 8-án az orosz CSZKA Moszkva hároméves szerződés kötött vele.

### A válogatottban
Többszörös Mali utánpótlás válogatott. 2015-ben részt vett a korosztályos afrikai nemzetek kupáján, amit Mali megnyert a döntőben Dél-Afrikát 2-0-ra legyőzve.
2016 óta szerepel szülőhazája felnőtt válogatottjában. Részt vett az azévi afrikai nemzetek bajnokságán, ahol Mali a döntőbe jutott, ott pedig 3-0-ra kikapott Kongó válogatottjától. Beválasztották a torna All Star csapatába is.
A 2023-as afrikai nemzetek kupáján a negyeddöntőig jutott a válogatottal.

## Statisztika

### Klubcsapatokban
2024. május 19-én frissítve.
| Klub              | Szezon           | Bajnokság | Bajnokság | Kupa  | Kupa | Nemzetközi | Nemzetközi | Egyéb | Egyéb | Összesen | Összesen |
| Klub              | Szezon           | Mérk.     | Gól       | Mérk. | Gól  | Mérk.      | Gól        | Mérk. | Gól   | Mérk.    | Gól      |
| ----------------- | ---------------- | --------- | --------- | ----- | ---- | ---------- | ---------- | ----- | ----- | -------- | -------- |
| Liefering         | 2017–18          | 6         | 1         | 0     | 0    | —          | —          | —     | —     | 6        | 1        |
| Liefering         | 2018–19          | 9         | 1         | 0     | 0    | —          | —          | —     | —     | 9        | 1        |
| Liefering         | Összesen         | 15        | 2         | 0     | 0    | 0          | 0          | 0     | 0     | 15       | 2        |
| Wolfsberger       | 2019–20          | 14        | 5         | 0     | 0    | —          | —          | —     | —     | 14       | 5        |
| Wolfsberger       | Összesen         | 14        | 5         | 0     | 0    | —          | —          | —     | —     | 14       | 5        |
| Red Bull Salzburg | 2019–20          | 16        | 8         | 4     | 3    | 3          | 0          | —     | —     | 23       | 11       |
| Red Bull Salzburg | 2020–21          | 17        | 14        | 4     | 3    | 8          | 0          | 0     | 0     | 29       | 17       |
| Red Bull Salzburg | 2021–22          | 2         | 1         | 0     | 0    | 0          | 0          | 0     | 0     | 2        | 1        |
| Red Bull Salzburg | 2022–23          | 22        | 6         | 1     | 0    | 2          | 0          | 0     | 0     | 25       | 6        |
| Red Bull Salzburg | 2023–24          | 19        | 7         | 3     | 0    | 2          | 0          | 0     | 0     | 24       | 7        |
| Red Bull Salzburg | Összesen         | 76        | 36        | 12    | 6    | 15         | 0          | 0     | 0     | 103      | 42       |
| Karrier összesen  | Karrier összesen | 105       | 43        | 12    | 6    | 15         | 0          | 0     | 0     | 132      | 49       |

## Magánélete
Négy testvére van (Morimakan, Mamadou, Tiémoko és Mamby), akik szintén labdarúgók. Mamby Koita szintén volt a Liefering játékosa, 2018-ban az osztrák másodosztályban, a Blau-Weiß Linz labdarúgója volt.

## Sikerei, díjai

### Klubcsapatokban
- Red Bull Salzburg
  - Osztrák bajnok: 2019–20, 2020–21, 2021–22, 2022–23
  - Osztrák kupa: 2019–20, 2020–21, 2021–22

### Válogatottban
- Mali U20
  - U20-as Afrikai nemzetek kupája: 2019